# Metro Kanpur
Die Metro Kanpur ist ein U-Bahn-System in Kanpur, Uttar Pradesh, Indien. Die U-Bahn gehört der Uttar Pradesh Metro Rail Corporation (UPMRC) und wird von ihr betrieben.

## Geschichte
Die Machbarkeitsstudie für das Projekt wurde von RITES im Juni 2015 erstellt. Die Regierung genehmigte zwei Korridore gemäß dem detaillierten Projektplan. Die Ausschreibungen wurden für den vorrangigen Abschnitt des Korridors 1 zwischen IIT Kanpur und Motijheel veröffentlicht. Den Zuschlag für die Ausschreibung erhielt das Unternehmen Afcons Infrastructure.
Am 28. Februar 2019 genehmigte die Zentralregierung das U-Bahn-Projekt für Kanpur mit geschätzten Kosten von 110,764 Milliarden Indische Rupien und einer Frist von fünf Jahren. Die Bauarbeiten begannen am 15. November 2019, der erste Abschnitt wurde im Dezember 2021 eröffnet. In der Phase 1 begann die Orange Line mit der 8,98 km (5,3 Meilen) langen Strecke vom IIT Kanpur nach Motijheel. Die U-Bahn wird in den folgenden Phasen auf den Großraum Kanpur ausgedehnt.
Die erste Phase wurde am 28. Dezember 2021 von Premierminister Narendra Modi eingeweiht. Die Verlängerung bis Kanpur Central folgte am 30. Mai 2025.

## Streckennetz

Metrostation IIT Kanpur

Die erste Phase der Metro Kanpur sieht 21 Stationen und zwei Linien vor. Die „Orange Line“ wird vom IIT Kanpur nach Naubasta führen (insgesamt 13 Stationen, 23,8 Kilometer Länge). Die „Blue Line“ wird mit 8 Stationen zwischen der Station Agriculture University und Barra-8 verlaufen und 8,6 Kilometer lang sein.
Der 8,9 Kilometer lange Teilabschnitt der „Orange Line“ zwischen IIT Kanpur und Moti Jheel mit 9 Stationen wurde am 28. Dezember 2021 eröffnet und 2025 verlängert. Der verbleibende Teil der Linie befindet sich im Bau, die „Blue Line“ ist noch in der Planung. Insgesamt wird das Netz der Metro Kanpur 32,4 Kilometer lang sein, davon werden 12,9 Kilometer unterirdisch verlaufen. Die „Orange Line“ wird in Normalspur betrieben und ist mit 750 Volt Gleichstrom per Stromschiene elektrifiziert. Es werden Fahrzeuge der Gattung Alstom Movia eingesetzt.

## Bedienung
Die Metro-Züge bedienen die Haltestellen zwischen 6 und 22 Uhr mit einer Taktung von 5 Minuten. Die maximale Geschwindigkeit beträgt 80 km/h. Die Namen der Stationen werden auf Hindi und Englisch angesagt.
Einige der Haltepunkte sind mit Geldautomaten, Lebensmittelgeschäften, Supermärkten, Cafés und Ladestationen für Mobiltelefonen ausgestattet.
Der Verzehr von Speisen und Getränken sowie Rauchen und Kaugummikauen sind im gesamten System der Metro verboten.

## Ticketpreise
Der für die Beförderung zu entrichtende Preis richtet sich nach der Anzahl der Stationen, die der Fahrgast fährt:
| Anzahl der zu fahrenden Stationen | Preis in indischen Rupien (₹) |
| --------------------------------- | ----------------------------- |
| 1                                 | 10                            |
| 2                                 | 15                            |
| 3–6                               | 20                            |
| 7–9                               | 30                            |
| 10–13                             | 40                            |
| 14–17                             | 50                            |
| 18+                               | 60                            |

## GoSmart Card
Die State Bank of India und die UPMRC (Betreiberin der Metro) führten 2023 die „Kanpur Metro GoSmart Card“ ein. Diese ist eine EVM-Chipkarte, die mit 100 bis 200 Rupien aufgeladen und vor Fahrtantritt als Zahlungsmethode eingesetzt werden kann. Passagiere, die mit der Karte zahlen, erhalten einen Rabatt von zehn Prozent auf den Ticketpreis.

## Fahrzeuge
Im Juli 2020 erhielt Bombardier Transportation (von Alstom übernommen) den Zuschlag für die Schienenfahrzeuge der U-Bahnen von Agra und Kanpur, der Signalisierungsvertrag und die Fertigung begannen am 26. Februar 2021.
Kanpur erhält insgesamt 39 Züge mit jeweils 3 U-Bahn-Wagen (was insgesamt bis zu 117 Abteile ergeben würde) für beide Korridore des U-Bahn-Projekts Kanpur, einschließlich Korridor I („Orange Line“), d. h. von IIT nach Naubasta, und Korridor II („Blue Line“), d. h. von der Agriculture University nach Barra. Diese Züge wurden mit Unterstützung von Bombardier Deutschland und Designexperten im Bombardier-Büro in Hyderabad entworfen.
Die Züge entsprechen größtmöglicher Fahrgastsicherheit und Energieeinsparung und jeder Zug ist mit einem Communication-Based Train Control-System für den automatischen Zugbetrieb ausgestattet. Diese hochmodernen Züge verfügen über ein Design für sicheren Betrieb, Energieeffizienz und Fahrgastkomfort sowie über eine sensorbasierte CO2-Klimaanlage, zur Energieeinsparung während des Betriebs.
Der Auftrag von Alstom am U-Bahn-Projekt Agra-Kanpur im Wert von ca. 20,5 Milliarden Indische Rupien umfasst die Planung, den Bau und die Lieferung von insgesamt 201 U-Bahn-Wagen (67 MOVIA-U-Bahn-Triebzüge mit drei Wagen) und einer fortschrittlichen Signallösung (CITYFLO).